# Братців Володимир Іванович
Володи́мир Іва́нович Братців (16.10.1999 — 03.03.2022) — старший солдат Збройних сил України, учасник російсько-української війни та ООС.

## Нагороди
- орден «За мужність» III ступеня (2022, посмертно) — за особисту мужність і самовіддані дії, виявлені у захисті державного суверенітету та територіальної цілісності України, вірність військовій присязі.